# Talitriator setosa
Talitriator setosa is een vlokreeftensoort uit de familie van de Talitridae. De wetenschappelijke naam van de soort is voor het eerst geldig gepubliceerd in 1940 door K.H. Barnard.